# Алфред Вегенер
Алфред Лотар Вегенер (Берлин, 1. новембар 1880. у Берлину – новембар 1930. на Гренланду) је био немачки метеоролог. Бавио се и геофизиком, а у науци је остао познат по теорији померања континенатакоја се још назива и теорија Вегенера.

## Биографија
Вегенер се у почетку бавио астрономијом из које је одбранио докторску тезу 1905. године у Берлину. После се заинтересовао за метеорологију. Био је професор универзитета у Хамбургу (од 1919) а од 1924. у Грацу.
Он је такође уочио сличност, као и Френсис Бејкон у 17 веку, између облика континената са обе стране Атлантика. Вегенер је створио тезу по којој су континенти настали пре око 200 милиона година услед распада једног суперконтинента, Пангее. Своју теорију је јавно представио 1912. године. Рањен је за време Првог светског рата.
Савременици су оспоравали његову теорију, посебно што Вегенер није рекао шта је покренуло тај континент да се распадне. Исто, проблем су представљала непрецизност премеравања растојања и непрецизно датирање па је померање континеаната према Вегенеру текло огромном брзином (на геолошкој скали) сто пута брже од данас прихваћених вредности. Тек половином 20. века, када је прикупљено довољно солидних доказа, Вегенерова теорија је прихваћена.

## Дела
- Thermodynamik der Atmosphäre (1911)
- Die Entstehung der Kontinente und Ozeane (1915)
- Die Klimate der geologischen Vorzeit (1924, заједно са Владимиром Кепеном)
- Mit Motorboot und Schlitten in Grönland (1930)